# Paolo Gentiloni
Paolo Gentiloni (Róma, 1954. november 22. –) olasz politikus, 2016 és 2018 között Olaszország miniszterelnöke.
2014. október 31. óta ő volt a Renzi-kormány külügyi és nemzetközi együttműködésekért felelős minisztere. 2001 óta a Képviselőház tagja, 2006 és 2008 között a Második Prodi-kormány kommunikációs minisztere volt.

## Életpályája
Nemesi család leszármazottja, egy olyan katolikus iskolában tanult, amely Maria Montessori tanítási elveit követte. Politikatudományokból diplomázott, kapcsolatba került egyetemistaként a Movimento Studentesco nevű baloldali hallgatói mozgalommal. Később 1984-ben a parlamenten kívüli baloldali szervezetekből szerzett ismeretségének révén a La Nuova Ecologia című havilap igazgatója lett. 1990-től a Legambiente nevű környezetvédelmi szervezet havilapjának az igazgatója, itt ismerte meg Francesco Rutellit, aki az 1993-as helyhatósági választásokon Róma baloldali polgármester jelöltje volt, Gentiloni pedig a kampányszóvivője volt.
Felesége Emanuela Mauro építész.

## Politikai karrierje
Az 1990-es években Francesco Rutelli Róma polgármesterének szóvivője volt. Emellett betöltötte a város turizmusért és ezredfordulóval kapcsolatos teendőiért felelős tanácsosi tisztségét.
2001-ben Gentiloni a Margaréta-párt egyik alapítója volt és bejutott a Képviselőházba. A 2001-2006 között tartó 14. parlamenti ciklusban a 9. számú parlamenti bizottság (közlekedési, postaügyi és telekommunikációs ügyi bizottság) tagja volt, emellett a közszolgálati média műsorait felügyelő bizottság tagja volt.
2006-ban a parlamenti választásokon ismét megválasztották képviselőnek, emellett 2006 és 2008 között a Második Prodi-kormány kommunikációs minisztere lett. 2007-ben a Demokrata Párt egyik alapítója volt. 2008 és 2013 között ismét képviselő volt és a közlekedési, postaügyi és telekommunikációs bizottság tagja volt.
2012. december 5.-én Twitter üzenetében bejelentette, hogy szándékozik a baloldal jelöltjeként indulni a római helyhatósági választásokon, azonban a Demokrata Párt Ignazio Marinot választotta.
2013-ban ismét képviselőnek választották és tagja lett a parlament külügyi és EU-s ügyekért felelős bizottságának.
2014-ben őt választotta Matteo Renzi külügyminiszternek, miután az addigi külügyminiszter Federica Mogherinit az Európai Unió külügyi és biztonságpolitikai főképviselője lett.

### Kommunikációs miniszterként
- 2007-ben törvénytervezetet nyújtott be a Rai megreformálása, amellyel egy félig előfizetői díjakból, félig reklámbevételekből működő közszolgálati médiummá alakították volna.[9]
- 2007-ben felháborodást váltott ki egy olyan törvénymódosító javaslata, amely kötelezte volna az internetes oldalak tulajdonosait, hogy a felhasználók csak regisztrálva használják és annak végrehajtását ellenőrizték is volna. A javaslatot később Gentiloni is hibásnak tartotta.[10]

### Külügyminiszterként
2014. október 31.-én őt nevezte Matteo Renzi miniszterelnök külügyminiszterré. 2015 februárjában egy interjúban az Iszlám Állam terrorista szervezet által gerjesztett válságról azt mondta, hogy "ha szükséges, akkor Olaszország kész harcolni Líbiában az ISIS ellen, mert nem fogadhatjuk el, hogy Olaszországtól pár órányi hajózásra aktív terrorista fenyegetés legyen." Az Iszlám Állam erre válaszul őt "A keresztes hadjáratért felelős olasz külügyminiszternek" nevezte.
Külügyminiszterként fontos szerepe volt 2016-ban az Egyiptomban meggyilkolt olasz diák Giulio Regeni gyilkosságának felderítésében, többek közt kérte az egyiptomi kormánytól, hogy olasz szakértők is vegyenek rész a nyomozásban.